# 김성근 (야구인)
김성근(金星根, 1941년 10월 30일 ~ )은 전 기업은행 야구단의 투수, KBO 리그 전 OB 베어스, SK 와이번스, 한화 이글스 감독, 전 후쿠오카 소프트뱅크 호크스 코치 인스트럭터이며, 불꽃 파이터즈의 제1대 감독이다. 그의 아들은 전 KBO 리그 LG 트윈스의 내야수이자, 현 KBO 리그 LG 트윈스의 수석 코치 김정준이다.

## 선수 시절
쇼와 17년(서기 1942년) 일본 교토부에서 5남매의 막내로 태어났다. 본적(부모 고향)은 경상남도 진양군(지금의 진주시)이다. 어렸을 때 아버지가 사망하면서 가난했는데 어머니는 본인이 OB 감독으로 재직하던 시절이었던 1986년 4월 6일 세상을 떠났으며 이 해와 1987년 사이 어머니, 큰 형, 큰 누나, 작은 형이 잇달아 별세해 현재 남은 형제자매로는 작은 누나 밖에 없다. 교토부립 가쓰라 고등학교에 재학 중이던 1959년, 제 4회 재일 동포 학생 모국 방문 경기를 통해 처음으로 대한민국 땅을 밟았고 고교 졸업 후 일본 사회인 야구 팀인 교토상호차량에서 뛰다가 1960년 재일교포 성인 구단 방문 경기를 하고 나서 동아대학교에 스카우트됐다. 동아대학교를 중퇴하고 대한민국 실업 야구에 투신해 1961년 교통부에 입단하고 기업은행의 창단 멤버가 되면서 1969년 초까지 활동했다. 좌완 투수로 빠른 직구를 주 무기로 삼아 1961년 제 4회 아시아 야구 선수권 대회 때 대표팀에 선발돼 대한민국을 준우승으로 이끌었다. 1963년 11월 13일 대통령배 가을 리그 인천시청과의 경기에서는 볼넷 1개만을 내주며 노히트 노런을 기록했고, 1964년 실업야구 연맹전에선 다승 공동 2위(20승 5패)에 오르는 등 놀라운 활약을 보였다. 그러나 지나친 혹사로 어깨 부상을 당한 후 야수로 전업했고, 1969년 이른 나이에 현역에서 은퇴했다. 선수로 뛰었던 1967년 현재의 아내 오효순과 결혼하였으며, 은퇴한 후 다음 해 마산상고 감독을 맡을 무렵에 아들 김정준이 태어났다.

## 지도자 시절

### 아마추어 야구 지도자 시절
은퇴한 후 바로 마산상고의 지휘봉을 잡아 본격적으로 지도자의 길로 들어선 그는 기업은행 투수코치(1970년) 및 감독(1971년∼1975년), 충암고(1976년∼1979년), 신일고(1979년∼1981년)에서 감독을 맡았다. 1975년 제11회 아시아 선수권 때 대표팀 코치로 참가해 우승을 일궈 내어 체육 훈장 기린장을 받았고, 1977년 봉황기에서 충암고를 창단 9년만에 전국 대회 우승으로 이끌었다. 1981년에는 화랑기에서 신일고도 정상에 올려 놓았다.
백넘버를 뒷번호로 이용하는 대부분의 코칭스태프와 달리 1977년 충암고등학교를 봉황대기 대회에서 우승으로 이끌었을 때 이용했던 백넘버 38번을 OB 베어스 시절을 포함해 오래 사용했다. 하지만 예외도 있었다. 1984년 OB 베어스, 삼성 라이온즈, 쌍방울 레이더스 감독을 맡았던 시절에는 백넘버 91번을, 태평양 돌핀스 감독 시절에는 81번, LG 트윈스 감독 시절에는 76번을 달았다.

### 프로 야구 지도자 시절
1982년 OB 베어스의 창단 투수 코치였던 그는 1984년 ∼ 1988년 OB 감독을 시작으로 태평양, 삼성, 쌍방울, LG 등 무려 5개 팀 감독을 맡았다. 만년 하위권이었던 태평양(1989년, 3위)과 쌍방울(1996~1997, 2위-3위)을 포스트시즌에 진출시켰으며, 2002년 침체에 빠져 있었던 LG의 사령탑을 맡아 팀을 2002년 한국시리즈로 이끌고 LG 트윈스를 준우승으로 이끌었으나 구단 고위층과의 갈등을 빚으면서 석연치 않게 퇴진했다. 당시 LG 트윈스는 1990년대 중반부터 시작된 이른바 '신바람 야구'를 슬로건으로 내건 자율 야구를 지향하는 팀이었으나 이른바 '데이터 야구'가 팀 컬러에 맞지 않는다는 것이 그 이유였다. 2006년 당시 한국 프로 야구 감독으로 활동한 15년간 통산 866승(803패 43무, 승률 0.519)을 거둬 김응용의 1463승(22년간 1125패 65무)에 이은 역대 2위를 기록했다. 태평양, 쌍방울, LG 등에서 하위 팀을 상위로 끌어 올리는 데 탁월한 능력을 검증받았으나 한국시리즈 우승의 꿈은 2007년에서야 처음으로 이루었다. 또한 그가 맡은 팀의 선수들은 시즌 중에는 물론 비 시즌 기간에도 이른바 '지옥 훈련'이라 불릴 정도로, 막대한 훈련 량을 소화해야 하는 것으로 알려져 있다. 이를 바탕으로 많은 백업 요원들을 주전과 맞먹게 양성하였으며, 박정환 등의 몇몇 타 팀 방출 선수들도 그의 지도 하에 부활하기도 했다. 이러한 특징은 고양 원더스에서도 이어졌다.
KBO 리그가 출범한 이후로 그는 OB 베어스의 창단 투수 코치로 부임했고, 1984년 시즌을 앞두고 김영덕의 후임 감독으로 부임했다. 1984년 후기 리그에서 OB 베어스는 롯데 자이언츠와 1위 자리를 다투며 한국시리즈 진출을 노렸으나 전기 리그 우승 팀 삼성 라이온즈의 감독 김영덕의 '고의 패배 작전'으로 인해 목표를 달성하지 못했다. OB 베어스는 전·후기 통합 승률 1위를 달성했으나 한국시리즈에 진출하지 못했다. 이후 OB 베어스는 긴 침체기를 걷게 됐고, 1988년 시즌 후 감독직에서 물러났다.
그 뒤, 1988년 9월 10일부터 3년 계약 형식을 통해 태평양 돌핀스의 감독으로 부임해 인천 연고 팀과 인연을 맺었다. 그 해 강력한 신인 투수 박정현, 최창호, 정명원 등 탄탄한 투수력을 바탕으로 만년 꼴찌 팀이었던 태평양 돌핀스를 사상 첫 포스트시즌에 진출시켰다. 당시 삼성 라이온즈를 2승 1패로 꺾고 플레이오프에 진출했으나 해태 타이거즈에게 3연패로 스윕당해 한국시리즈 진출에 실패했다. 이후 1990년에 다시 5위로 추락했고, 소위 "임호균 각서 파동" 탓인지 태평양 돌핀스는 계약 기간을 1년 남긴 그와 재계약하지 않았다. 같은 해 11월 2일부터 3년 계약 형식을 통해 삼성 라이온즈의 감독으로 활동했으나 부임 첫 해인 1991년에는 그의 스파르타식 훈련 때문에 부상 선수가 속출해 3위로 떨어졌고, 1992년에는 4위로 간신히 진출한 준플레이오프에서 2패로 탈락해 2년 연속 한국시리즈 진출에 실패하자 임기를 1년 남겨둔 채 우용득에게 감독직을 넘겼다. 이후 해태 타이거즈의 투수 인스트럭터와 2군 감독으로 지도자 생활을 이어나갔다.
그 후 1993년 10월 27일부터 2년 계약 형식으로 감독에 부임했지만 자신과 똑같은 '미국통'인 김인식이 그랬던 것처럼 그와 마찬가지로 소위 '일본통'인 이용일 구단주 대행과 사이가 좋지 않았던 데다 1995년 시즌 연패를 반복해 중도 하차한 한동화의 후임으로 1995년 10월 19일부터 3년 계약 형식을 통해 쌍방울 레이더스의 감독으로 취임했는데 김인식의 후임으로 1992년 9월 25일부터 3년 계약 형식으로 쌍방울 레이더스 감독에 부임했으나 외국인 선수 영입 과정에서 신용균과 달리 소위 '미국통'이었던 한동화와 불화가 생겨 결국 1년 만에 물러난 신용균의 후임으로 거론됐지만 계약 조건과 코치 선임 문제 등 여러 가지 이유 탓인지 고사했고 한동화가 후임으로 발탁됐는데 한동화는 매년 유망주들을 1992년 11월 3일부터 쌍방울 레이더스와 자매 결연을 맺은 일본 프로 야구 팀인 도쿄 야쿠르트 스왈로스의 가을 캠프에 보내던 관례를 거부했던 탓인지 소위 '일본통'인 이용일 구단주 대행과 사이가 좋지 않았던 데다 1995년 시즌에 연패를 반복해 중도 하차했다. 
쌍방울 레이더스의 감독을 맡으면서 만년 약체였던 쌍방울 레이더스를 2년 연속 3위로 끌어올려 가능성을 보였으며 이 때문에 1998년 10월 23일부터 2년 재계약을 했으나 IMF의 여파로 모기업이 재정난에 시달리며 구단이 선수를 팔아넘기는 극단적 선택을 했고 이때 팀의 주축인 박경완, 김현욱, 김기태, 조규제 등이 현금 트레이드로 타 팀으로 떠나 전력이 크게 약화됐다. 그는 선수들의 숙식 등을 위해 본인의 사비까지 쓰며 노력했지만 구단의 열악한 환경 그리고 빈약한 선수층이 가진 한계에 이르러 1998년에는 정규 시즌 6위로 마무리했고 1999년 전반기까지 팀이 최하위인 8위에 머물면서 올스타전이 끝난 날 성적 부진에 따른 분위기 쇄신이라는 이유로 해임됐다. 결국 쌍방울 레이더스는 1999년에 최하위로 마감한 뒤 2000년에 해체됐다. 선수단은 신인 지명 선수들을 포함해 2000년에 SK 와이번스가 새로 창단하면서 인계됐다.
1999년 시즌 후 삼성 라이온즈가 그를 다시 불러들여 이듬해 1년 동안 2군 감독을 맡았고, 시즌 후 코치진의 대개편 과정에서 해임됐다. 2001년 LG 트윈스로 옮겨 2군 감독으로 부임했다가 시즌 초 팀이 1승 9패에 그치자 1군 수석코치로 보직이 변경됐다. 
한편, 2001년 LG 트윈스 2군 감독으로 부임할 당시 1군 감독이었던 이광은은 옛 스승 김동엽의 스타일인 스파르타식 훈련을 하다가 반발이 작용했으며 이 과정에서 최고참 김용수가 이광은과 선수단 장악 문제를 놓고 불화를 빚어 2000년 시즌 후 은퇴식 없이 은퇴했다.
이광은은 감독 부임 첫 해인 2000년 팀을 매직 리그 1위로 이끌면서 성과를 냈음에도 라이벌 두산과 치른 플레이오프에서 충격의 역전패를 당하며 신임을 잃었다. 주변 코치들의 만류에도 장문석을 마무리로 계속 밀어붙인 것이 시리즈 패배의 결정적인 원인으로 작용했다.
LG 트윈스 감독 시절 그는 팬들에게 강한 인상을 남겼는데 1993년 시즌 후 쌍방울 레이더스로부터 감독 제의를 받았지만 당시 LG 트윈스의 2군 감독으로 내정된 상태라 불발됐다.
2001년 시즌 초 LG 트윈스는 9승 1무 25패로 부진하자 그 해 5월 16일 이광은을 경질하고 수석코치로 올라온 그를 감독 대행으로 선임했다. 2001년 시즌 후 정식 감독으로 선임됐다. LG 트윈스 시절부터 그는 감독으로서의 잠재력을 다시 한 번 확인했다. 2002년 시즌에는 하위 팀이었던 LG 트윈스를 정규 시즌 4위로 이끌며 준플레이오프와 플레이오프에서 현대 유니콘스, KIA 타이거즈를 잇따라 꺾고 2002년 한국시리즈에 진출했다. 준플레이오프부터 한국시리즈까지 선수들이 지쳐 갔음에도 2002년 한국시리즈에서 마지막까지 알 수 없는 흐름을 보여 주며 양 팀 모두 흥미진진한 경기를 펼쳤다. 2002년 한국시리즈는 6차전까지 역전과 재역전을 거듭했고, 당시 고관절이 좋지 않았던 외야수 김재현이 대타로 나와 장타를 날리면서도 겨우 1루에 걸어갔다. 그러나 결국 2002년 11월 10일 한국시리즈 6차전에서 삼성 라이온즈의 이승엽, 마해영에게 백투백 홈런을 허용하고 2승 4패로 준우승에 그쳤다. 전임자인 이광은이 그랬던 것처럼 스파르타식 훈련을 중시하는 스타일이라 프런트와 럭키회 등에서 그와 이광은에 대한 반감이 심해졌다. 이후 그는 경기 중 유일하게 눈물을 흘린 경기가 2002년 한국시리즈 6차전이었다고 회고했다. 시즌 후 LG 트윈스의 감독으로 유임될 줄 알았던 그는 2001년 시즌 후 LG스포츠 사장으로 부임한 어윤태로부터 "그의 야구는 LG의 야구가 아니다"라는 혹평을 받으며, 계약 기간(3년)을 다 채우지 못하고 해임됐다. 그들은 2002년 시즌 초부터 갈등의 불씨를 안고 있었으며, 당시 LG 트윈스 팀장을 맡고 있었던 아들 김정준은 “워낙 구단 쪽에서 내부적으로 분위기가 좋지 않았는데 그런 분위기가 오히려 선수단이 하나로 뭉칠 수 있는 계기로 작용했다. 그와 관련해서 구단이 어떻게 움직인다는 것을 선수들도 모르는 바가 아니었다. 선수들이 악으로 깡으로 승부에 임한 데는 그런 요소들이 작용했던 것 같다.”라며 그 당시의 상황을 회고했는데 그는 어윤태의 전임 사장이 임명한 사람이라 불화가 더욱 심했다.
하지만 그가 LG에서 물러난 이후 LG 트윈스는 FA 잔혹사와 함께 2012년까지 포스트시즌에 계속 오르지 못해 그의 저주라는 말이 생겼으며, 김기태가 감독으로 부임한 뒤 2013년이 되어서야 포스트시즌에 진출했다. 이승엽은 일본 진출 후 지바 롯데 마린스 시절 일본 사정에 익숙했던 그의 도움을 받기도 했다.
2005년에 일본 프로 야구 지바 롯데 마린스의 팀 타격 인스트럭터로 취임하였고, 당시 일본식 야구에 적응하지 못하고 2004년 시즌에 부진에 빠져있던 이승엽의 개인 코치로서 지도와 조언을 아끼지 않았다. 그의 조언과 도움을 받은 이승엽은 2005년에 30홈런을 기록해 이승엽이 부활하는 데 숨은 조력자가 됐다. KBO 리그 감독 시절부터 선수들의 자세 변화, 포착과 기술적인 문제점을 지적하는 능력은 지바 롯데 마린스의 1군 선수들에게도 능력을 인정받아 여러 조언을 해 줬다. 2006년에는 지바 롯데 마린스의 1·2군 순회 코치로 취임해 KBO 리그 출신 지도자로는 처음으로 일본 프로 야구 팀의 정식 코치가 됐다.
조범현의 후임으로 2007년에 SK 와이번스의 감독으로 취임해 태평양 돌핀스 이후 인천 연고 팀을 다시 맡게 됐다. 2006년 시즌을 6위라는 저조한 성적으로 마감한 SK 와이번스는 그와 이만수 수석 코치 체제로 2007년 정규 시즌 페넌트레이스 1위를 기록했고, 2007년 한국시리즈에서 두산 베어스에게 초반 2연패 후 4연승으로 역스윕하며 2007년 한국시리즈에서 SK 와이번스의 창단 첫 우승이자 그의 프로 감독 재임 후 생애 첫 우승을 했다.(5년 만에 준우승의 한을 풀고 징크스는 깨졌다.) 당시 한국시리즈에 등판한 두산 베어스의 외국인 투수 리오스의 투구 폼(이중 동작)에 의문을 제기했다.
2008년 9월 21일, SK가 KIA 타이거즈와의 경기에서 승리함으로써 2년 연속 페넌트레이스 우승을 확정해 한국시리즈에 직행했고, 2008년 10월 31일에 삼성 라이온즈를 꺾고 2007년 시즌에 이어 2008년 한국시리즈에서 다시 두산 베어스를 만났다. 1차전에서 패배한 이후, 4연승을 함으로써 2년 연속 한국시리즈 우승을 했다. 2009 WBC 대표팀 감독 제의를 받았으나 '내가 한 곳에 집중하는 성격이라 대표팀 감독을 맡게 된다면 몸이 아플 것 같다'라는 이유로 이를 고사한 것으로 알려졌다.
2009년 8월 25일의 승리를 시작으로 9월 26일에 정규 시즌을 마감할 때까지 19연승을 거뒀다. 이로써 기존의 삼성 라이온즈가 가지고 있던 17연승 기록을 경신했으며, 이는 아시아 신기록이 됐다.
2009년 KIA 타이거즈와 맞붙게 된 2009년 한국시리즈에서는 박경완, 김광현, 전병두, 송은범 등 주축 선수들의 부상 속출에 따른 전력 이탈로 인한 어려움 속에서도 마지막 7차전까지 가는 접전을 벌였으나 나지완에게 끝내기 홈런을 허용해 준우승을 차지했다. 한편 2009년 시즌 전병두가 불펜 투수임에도 불구하고 100이닝 이상을 소화해 혹사 논란이 있었다. 
2010년 한국시리즈에서 삼성 라이온즈를 4전 전승으로 스윕해 3번째 우승을 차지했다.
2011년 8월 17일에 프런트와의 재계약 마찰로 인해 2011년 시즌 후 자진 사임을 선언하자 다음 날인 2011년 8월 18일 SK 와이번스에서 바로 경질하고 당시 2군 감독이었던 이만수에게 감독 대행을 맡겼다. 경질 후, 휴식을 위해 도일했다가 8월 26일에 귀국했다. 그 이후 초·중·고 야구부의 감독으로 있는 여러 제자들의 요청으로 부산, 경남 거제, 제주도의 학교 야구부와 리틀 야구단에서 야구부 조언 겸 기술을 지도했다. 전에 태평양 돌핀스, 쌍방울 레이더스에서 함께 했던 성균관대학교 야구부 이연수 감독의 요청으로 2011년 9월 5일 성균관대학교 야구부의 인스트럭터로 초빙되어 성균관대학교 야구부가 전국체전에 우승하는 데 큰 기여를 하였다.
시즌 후 대한민국 최초의 독립 야구단 고양 원더스의 초대 감독으로 선임됐고, 2012년 2군 번외 경기에서 좋은 경기력을 인정받아 시즌 중 구단과 재계약에 합의했다. 그 해 고양 원더스 출신 선수 5명이 프로로 진출했으며, 그 중 일부 선수는 방출로 인해 고양 원더스에서 기량을 갈고 닦다가 재진입에 성공했다. 하지만 고양 원더스는 외국인 용병 투수 7명을 동원해 팀 전체 이닝의 80%을 외국인 용병 투수가 던지게 해 논란이 있었다. 감독 재직 기간 동안 총 22명의 선수를 프로로 진출시켰으며, 고양 원더스는 해체했다.
김응용의 후임으로 2015년 시즌부터 한화 이글스의 감독으로 취임했다. 첫 번째 시즌에는 그 동안 최하위를 도맡아했던 팀을 6위로 이끌었지만, 선발 투수를 믿지 못하고 조금만 흔들려도 바로 교체하는 퀵후크를 자주 했고, 권혁, 박정진, 송창식, 윤규진 등의 필승조 투수를 너무 자주 올려서 혹사 논란이 일었다. 2016년 시즌에는 LG 트윈스와의 개막 시리즈부터 모두 연장 접전 끝에 패배해 4월에만 17패를 했다. 벌떼 야구로 그 해 시즌을 7위로 마감했다. 송창식 벌투 혹사 사건 등 2016년 시즌에도 투수 혹사 논란은 계속됐다. 포스트시즌 진출 실패와 맞물려 그에 대한 부정적인 목소리가 극에 달했으나 구단의 애매한 반응 속에 2017년에도 한화 이글스 감독으로 활동했다. 그러나 박종훈이 단장으로 취임한 후 감독의 권한을 둘러싸고 프런트와 갈등이 격화됐다. 2017년 5월 23일 성적 부진 및 단장과의 불화로 경질됐다.

## 2009년WBC대회 직전 감독 선임 문제
2009 WBC 대회 직전의 대한민국 야구 국가대표팀은 2008 베이징 올림픽 야구 금메달의 성과에 기대가 한껏 부풀어져 있었다. 아쉽게 단 한경기를 지고서도 4강에 머무른 2006 1회 WBC의 아쉬움과 함께 군 미필 상태인 젊은 선수들(최정, 박기혁 등)은 군 면제도 기대하는데다가 온 국민이 열광하는 스포츠가 된 야구, 특히 한일전에 시선이 쏠렸다. 하지만 KBO는 WBC 대표팀 감독 선임을 두고 고민에 빠졌다. 감독 1순위는 작년 KBO 리그 준우승 팀(두산 베어스)의 감독이자 올림픽 전승 우승의 장본인인 김경문이었는데, 김경문이 베이징 올림픽 당시에도 장기간 팀을 비웠다는 이유로 고사했다. 또한 1순위였던 작년 프로 야구 우승 팀(SK 와이번스)의 감독인 그는 구단 SK 와이번스의 WBC 감독 차출 승인을 했지만 WBC 감독 선임일이었던 2008년 11월 5일 당시 인터뷰에서 ’내 성격 알지 않느냐, 일단 맡으면 끝장을 봐야 하는데, 그러다가 내가 쓰러지면 SK는 어떻게 되느냐’는 이해할 수 없는 건강 문제로 거절했다. 그렇게 되자 여론은 자연히 1회 WBC 감독인 김인식으로 쏠렸고, 뇌경색 수술을 받고 다리가 불편한 상태에서 WBC 대표팀을 맡았다. 그 후유증으로 김인식이 이끌던 한화 이글스는 2009년 프로야구 최하위인 8위에 그쳤고, 김인식은 감독 재계약에 실패하고 구단 고문직으로 이동했다. 그 뒤 여론이 고사했던 그에게 비판적으로 쏠렸으나 침묵으로 일관했고 1년 후 2009 한국시리즈 이후 박동희 기자와의 인터뷰에 응했으나 여론의 질타를 받았다.

## 사생활
교토 가쓰라 고등학교를 졸업했고, 1960년에 동아대학교 정법대학 상학과를 중퇴했다. 2011년 동아대학교 명예 경영학 학사를 수여받았다. 안경현과 연세대학교 동기이다. 1992년 데뷔 첫 해 5경기에만 나오고 1993년 LG 트윈스에서 방출돼 일찌감치 현역 생활에서 물러나 주로 전력분석원으로 활동했으며 2009년까지 SK 와이번스 전력 분석 매니저였고, 2010년~2011년 SK 와이번스 코디네이션 코치와 전력분석팀장으로 지냈다. 2012년부터 SBS 스포츠와 한화 이글스의 전력분석원으로 활동했다.
2010년 3월에는 일구회 부회장, 같은 해 12월에는 일본 고치현 관광 특사를 맡았다. 2012년 6월에는 대한스포츠애널리스트협회(KSA) 초대 회장에 임명됐다.

## 감독 통산 성적
| 승     | 날짜        | 장소 | 소속팀 | 상대팀 | 경기 결과 | 결승타 | 승리 투수 | 승패     | 달성 당시 나이  | 기타   | 각주 |
| 500승  | 1992. 6. 17 | 수원 | 삼성   | 태평양 | 7:2       |        | 김인철    | 967경기  | 50세 5개월 27일 | 세번째 |      |
| 700승  | 1998. 6. 14 | 사직 | 쌍방울 | 롯데   | 4:2       | 김실   | 김기덕    | 1335경기 | 55세 6개월 2일  | 세번째 |      |
| 1000승 | 2008. 9. 3  | 문학 | SK     | 우리   | 8:0       | 이재원 | 김광현    | 1941경기 | 65세 8개월 21일 | 두번째 |      |
| 1200승 | 2011. 5. 4  | 대전 | SK     | 한화   | 7:4       | 박정권 | 이승호    | 2258경기 | 68세 4개월 22일 | 두번째 |      |
| 1300승 | 2015. 9. 29 | 대전 | 한화   | 삼성   | 7:6       | 정근우 | 김용주    | 2374경기 | 72세 8개월 19일 | 두번째 |      |

## 상훈
- 1960 대학춘계연맹전 우수투수상
- 1975 체육훈장 기린장
- 1986, 2007, 2008, 2010 올해의 감독상
- 2007, 2008 제일화재 프로야구대상 프로감독상
- 2008, 2010 프로야구 올스타전 승리감독상
- 2008 스포츠토토 올해의 상 올해의 감독상
- 2010 CJ 마구마구 일구대상
- 2010 조아제약 프로야구대상 프로감독상
- 2010 올해의 자랑스런 한국인 대상 - 스포츠부문
- 2010 일본 고치현 명예 관광홍보대사
- 2012 카스포인트 레전드상
- 2012 조아제약 프로야구대상 공로상

## 방송
- JTBC<최강야구> - 최강 몬스터즈 감독(2023년 1월 9일~)

## 참고
1. ↑  실제 출생일이며, 호적상으로는 1942년 12월 13일 생이다.
2. ↑  실제로는 1941년 출생
3. ↑  장윤영 (1989년 10월 13일). “『배짱』의 호랑이냐 『잔재주』돌고래냐”. 경향신문. 2020년 6월 18일에 확인함.
4. ↑  하남직 (2011년 6월 10일). “[외야석] ‘LG 박종훈 아들’ SK 박윤, 생애 첫 프로 1군행”. 일간스포츠. 2020년 8월 30일에 확인함.
5. ↑  국가대표 - 중앙일보 칼럼
6. ↑  “부음”. 동아일보. 1986년 4월 6일. 2020년 8월 13일에 확인함.
7. ↑  야구 팀 결단 중소기업은행에서, 동아일보 1962년 3월 11일
8. ↑  창공에 불꽃튈 백구의 대회전 - 동아일보 1969년 10월 4일
9. ↑  전력진단 실업야구 캠프순방 (1) 기업은행 - 동아일보 1970년 3월 19일
10. ↑  기은 야구팀 감독 김성근 코치 승격 - 경향신문 1970년 12월 25일
11. ↑  SK 코칭스태프의 등번호 - 호남조은뉴스
12. ↑  SK의 힘은 '지옥 가을 훈련' 《한국일보》성환희, 2009년 11월 27일.
13. ↑  김성근 감독, ‘제2의 재활 공장장’이 될까[깨진 링크(과거 내용 찾기)] - OSEN
14. ↑  연합 (1988년 10월 7일). “태평양,코치 진영 정비”. 한겨레신문. 2020년 6월 18일에 확인함.
15. ↑  이상학 (2010년 12월 31일). “역대 논란이 됐던 감독교체 사례는?”. OSEN. 2020년 6월 18일에 확인함.
16. ↑  최영호 (1999년 3월 10일). “[삼성라이온즈 18년 .5] 김성근 감독”. 영남일보. 2020년 6월 18일에 확인함.
17. ↑  ““쌍방울 10연패 부진 책임져라””. 중도일보. 1995년 5월 17일. 2020년 6월 18일에 확인함.
18. ↑  여현호 (1993년 8월 10일). “한국체육 이대로 좋은가 (58) 프로선수 빛과 그늘〈9〉툭하면 해임'파리목숨'감독”. 한겨레신문. 2020년 6월 18일에 확인함.
19. ↑  ““쌍방울 10연패 부진 책임져라””. 중도일보. 1995년 5월 17일. 2020년 6월 18일에 확인함.
20. ↑  “스포츠 게시판”. 조선일보. 1992년 9월 26일. 2020년 7월 16일에 확인함.
21. ↑  김경윤 (2015년 7월 31일). “[시공초월 라이벌]쌍방울 VS 한화, 만년 꼴찌 탈출기”. 스포츠서울. 2020년 7월 16일에 확인함.
22. ↑  “프로야구”. 문화일보. 1995년 9월 12일. 2020년 7월 16일에 확인함.[깨진 링크(과거 내용 찾기)]
23. ↑  “프로야구 단신”. 연합뉴스. 1992년 11월 2일. 2020년 7월 16일에 확인함.
24. ↑  “<감독해부>8.끝 쌍방울 한동화”. 중앙일보. 1994년 11월 15일. 2020년 7월 16일에 확인함.
25. ↑  ““쌍방울 10연패 부진 책임져라””. 중도일보. 1995년 5월 17일. 2020년 7월 16일에 확인함.
26. ↑  “쌍방울 김성근감독, 연봉 8천만원 재계약”. 영남일보. 1998년 10월 24일. 2020년 6월 18일에 확인함.
27. ↑  프로야구 삼성, 코치 6명 무더기 해임 - 매일경제
28. ↑  LG, 코칭스태프 대수술 - 한국일보
29. ↑  연합 (1997년 4월 10일). “<프로야구> `빨간 장갑의 마술사' 김동엽”. 연합뉴스. 2020년 6월 18일에 확인함.
30. ↑  이석무 (2005년 6월 21일). “마무리 전환 장문석 '2000년 PO악몽은 없다'”. 마이데일리. 2020년 6월 18일에 확인함.
31. ↑  김홍식 (1995년 9월 23일). “<프로야구>해태 2군감독 김성근 쌍방울 차기감독 내정”. 중앙일보. 2020년 8월 13일에 확인함.
32. ↑  “5개구단 사령탑교체‘진통’”. 문화일보. 1993년 10월 5일. 2020년 8월 13일에 확인함.[깨진 링크(과거 내용 찾기)]
33. ↑  '최악 부진' 이광은 감독 전격 해임 - 한국일보
34. ↑  “[스포츠 단신]어윤태씨 ㈜LG스포츠 신임 사장”. 동아일보. 2001년 12월 19일. 2020년 6월 18일에 확인함.
35. ↑  프로야구 LG, 김성근 감독 전격 해임 - 연합뉴스
36. ↑  2002년 한국시리즈 삼성-LG - 네이버캐스트
37. ↑  야신, '대구의 눈물' 8년 만에 되갚다 - 마이데일리
38. ↑  '재계약 자진 포기' 김성근호 SK, 떠나는 선장
39. ↑  SK 김성근 감독, 결국 경질
40. ↑  ‘WBC 대표팀 맡아달라’…손사래 치는 감독들 《한겨레》2008년 11월 5일
41. ↑  김인식 감독, "이야기 들어보고 결정 내리겠다" 보관됨 2015-12-22 - 웨이백 머신 《스포츠 조선》2008년 11월 5일
42. ↑  http://www.yonhapnews.co.kr/bulletin/2011/03/07/0200000000AKR20110307087500051.HTML
43. ↑  “보관된 사본”. 2015년 4월 2일에 원본 문서에서 보존된 문서. 2015년 3월 8일에 확인함.
44. ↑  대기만성의 대명사, 안경현 - 박동희 칼럼
45. ↑  94시즌 재계약대상 384명 - 연합뉴스
46. ↑  음지에서 양지로 나온 전력분석원의 세계 보관됨 2009-11-28 - 웨이백 머신 - 스포츠서울
47. ↑  SK가 코디네이션 코치를 선임한 이유